# سبع الليل (فلم)
سبع الليل هو فيلم مصري عرض عام 1971، بطولة رشدي أباظة وميرفت أمين ونجوى فؤاد وتوفيق الدقن وصلاح نظمي، ومن إخراج حسن الصيفي.

## قصة الفيلم
سبع الليل من الشخصيات الخارجة عن القانون وهو هارب يطارده البوليس منذ زمن، يتقابل مع حسن الميكانيكي على الطريق الزراعي في لحظة غير محسوبة أثناء اختطاف سلوى، يستطيع حسن تخليصها من أنيابه، والقيام بتسليمها إلى والدها. في الزراعات والطرق يقوم البوليس بمطاردة سبع الليل ورجال عصابته، وفي نفس الوقت يقوم سبع الليل ورجاله في محاولة للوصول إلى سيارة سلوى، حيث تم إخفاء شحنة كوكايين في سيارتها، إلى أن يتمكن سبع الليل من بلوغ سيارة سلوى، ليتصدى له حسن الذي يقوم بتسليمه إلى البوليس فيقبض عليه.

## طاقم التمثيل
- رشدي أباظة: (حسن عبد السلام)
- ميرفت أمين: (سلوى حلمي الجندي)
- نجوى فؤاد: (سنية / شذى الراقصة)
- توفيق الدقن: (الأخرس علي عرابي)
- صلاح نظمي: (حلمي الجندي / سبع الليل)
- أحمد الحداد: (سائق التاكسي)
- محمود فرج: (دنجل)
- حسين إسماعيل: (سائق النصف نقل)
- سيف الله مختار: (سبعاوي)
- محمد شوقي: (صاحب القهوة)
- حلمي عبد الوهاب: (القهوجي)
- علي عرابي: (مخبر)
- الطوخي توفيق: (مدير الكازينو)
- أحمد أبو عبية: (الشاويش)
- كمال الزيني: (ضابط المباحث)
- رشاد حامد: (العميد/جمال مرسي)
- جلال المصري: (البارمان)
- مجدي وهبة: (الرائد/ سمير)
- عادل عثمان: (الشاب المخنث)
- محمود كامل: (صوت سبع الليل)

## فريق العمل
- إخراج: حسن الصيفي
- تأليف: عدلي المولد
- مدير التصوير: إبراهيم صالح
- مونتاج: فكري رستم
- إنتاج: جمهورية فيلم
- توزيع: جمهورية فيلم

## روابط خارجية
- سبع الليل على موقع قاعدة بيانات الأفلام العربية